# William Joseph Denison
Pour les articles homonymes, voir Denison.
William Joseph Denison (mai 1770 - 2 août 1849) est un banquier et homme politique anglais.

## Biographie
Il est né à Princes Street, Lothbury, le seul fils de Joseph Denison (banquier) (1726? -1806), qui est venu à Londres depuis l'ouest du Yorkshire à un âge précoce et a amassé une fortune.
William fait une belle carrière professionnelle et devient associé principal de Denison, Heywood et Kennard, banquiers, à Lombard Street. Il siège au Parlement en tant que whig pour Camelford de 1796 à 1802, puis pour Kingston upon Hull en 1806, le Surrey de 1818 à 1832, puis de West Surrey jusqu'à sa mort .
Il hérite de domaines dans le Surrey (Denbies) et le Yorkshire (Seamer) à la mort de son père en 1806. Au cours de sa vie, Denison augmente la grande fortune de son père et a acquis le domaine de Denbies.
Il est mort à Pall Mall, à Londres, le 2 août 1849, laissant une fortune d'une valeur estimée à 2 300 000 £, il est décédé célibataire et a légué la quasi-totalité de ses richesses à son neveu Lord Albert Conyngham, à condition qu'il prenne le nom de Denison .